# Glyphesis asiaticus
Glyphesis asiaticus är en spindelart som beskrevs av Kirill Yeskov 1989. Glyphesis asiaticus ingår i släktet Glyphesis och familjen täckvävarspindlar. Inga underarter finns listade i Catalogue of Life.